# Mih Ouensa
Mih Ouensa (em árabe: ﻣﻴﺔ وﻧﺴﺔ) (às vezes escrito Mih Ouansa ou Mouïaf Ouennsa) é uma cidade e comuna localizada na província de El Oued, Argélia. Segundo o censo de 2008, a população total da cidade era de 15 593 habitantes.